# Embalse del Neusa
Embalse del Neusa är en reservoar i Colombia.   Den ligger i departementet Cundinamarca, i den centrala delen av landet, 60 km norr om huvudstaden Bogotá. Embalse del Neusa ligger 2 967 meter över havet. Arean är 8,9 kvadratkilometer. I omgivningarna runt Embalse del Neusa växer i huvudsak städsegrön lövskog. Den sträcker sig 5,8 kilometer i nord-sydlig riktning, och 5,8 kilometer i öst-västlig riktning.